# Pótxet
Pótxet (en rus: Почет) és un poble (un possiólok) del krai de Krasnoiarsk, a Rússia, segons el cens del 2010 tenia 947 habitants. Pertany al districte municipal d'Àban.